# Tre vise männen

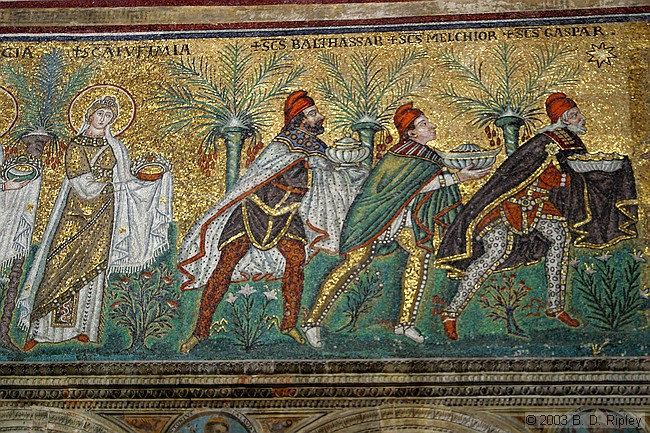
De tre vise männen, mosaik i Sant'Apollinare Nuovo, Ravenna (500-talet)

De tre vise männen, heliga tre konungar, är den kristna traditionens tolkning av de österländska stjärntydarna (astrologerna) som besökte Jesusbarnet enligt Matteusevangeliet (2:1-12). 
| ”                                                              | När Jesus hade fötts i Betlehem i Judeen på kung Herodes tid kom några österländska stjärntydare till Jerusalem och frågade: ’Var finns judarnas nyfödde kung? Vi har sett hans stjärna gå upp och kommer för att hylla honom.’ [...] De gick in i huset, och där fann de barnet och Maria, hans mor, och föll ner och hyllade honom. De öppnade sina kistor och räckte fram gåvor: guld och rökelse och myrra. | „ |
| – Matteus Evangelium, kapitel 2, vers 1, 2 och 11, Bibel 2000. | |   |

## Härkomst, antal och namn
Stjärntydare är en tolkning av det ursprungliga ordet mager och en rimlig tolkning är att uttrycket är en beskrivning för zoroastriska präster från Persien.
Trots att tretalet inte är omnämnt i Bibeln, har man i västlig tradition antagit att de vise männen var tre, eftersom de överräckte tre gåvor till Jesusbarnet: guld, rökelse och myrra. I den tidiga kristna kyrkan visas olika antal i olika avbildningar. I Domitillas katakomber i Rom visar en målning fyra personer och en vas. I Kirchermuseet avbildas åtta vise män. I östlig tradition anges ibland antalet till tolv.
Tidigt uppstod en rik legendbildning, och männen fick i den västliga kyrkan namnen Caspar, Melchior och Balthasar. Deras påstådda reliker förvaras i Kölnerdomen. Då namnen ej omnämns i Bibeln finns ingen originalkälla till namnen. De ovan nämnda namnen utgör den latinska stavningen medan namnen i germanska länder ofta översätts till Kasper, Melker och Baltsar. 
I den syrianska kyrkan används namnen Larvandad, Hormisdas och Gushnasaph, namn som alla kan vara persiska till sitt ursprung, precis som det i bibeln ursprungliga ordet mager. Namn som förekommer i andra traditioner:
- Grekiska namn: Apellius, Amerius och Damascus
- Hebreiska: Galgalat, Malgalat och Sarachin
- Persiska: Hormizdh, Yazdegerd och Perozadh
- Etiopiska: Hor, Basanater och Karsudan
- Armeniska: Kagpha, Badadilma och Badadakharida

## Västliga traditioner
Eftersom de tre vise männen enligt bibeln kom långväga ifrån har de blivit beskyddare för människor som är ute på resa och de har fått representera varsin av de på medeltiden tre kända världsdelarna Europa, Asien och Afrika. Därför brukar åtminstone en av de tre vise männen avbildas som en färgad man, vilken ibland tolkats som Balthasar och ibland som Caspar. De tre har också fått symbolisera människans tre åldrar ungdom, vuxendom och ålderdom där Balthasar är den yngste och Melchior den äldste.
Deras besök hos Jesus firas i västerlandet på trettondagen, epifania.
Från 1500-talet har så kallade stjärnsångare gått från dörr till dörr, sjungit, bett om gåvor och välsignat huset i jultid. Årtalet och initialerna CMB skrevs då på husets dörr. Initialerna kan förutom Caspar, Melchior och Balthasar också utläsas som Christus Mansionem Benedicat, Kristus välsigna huset.

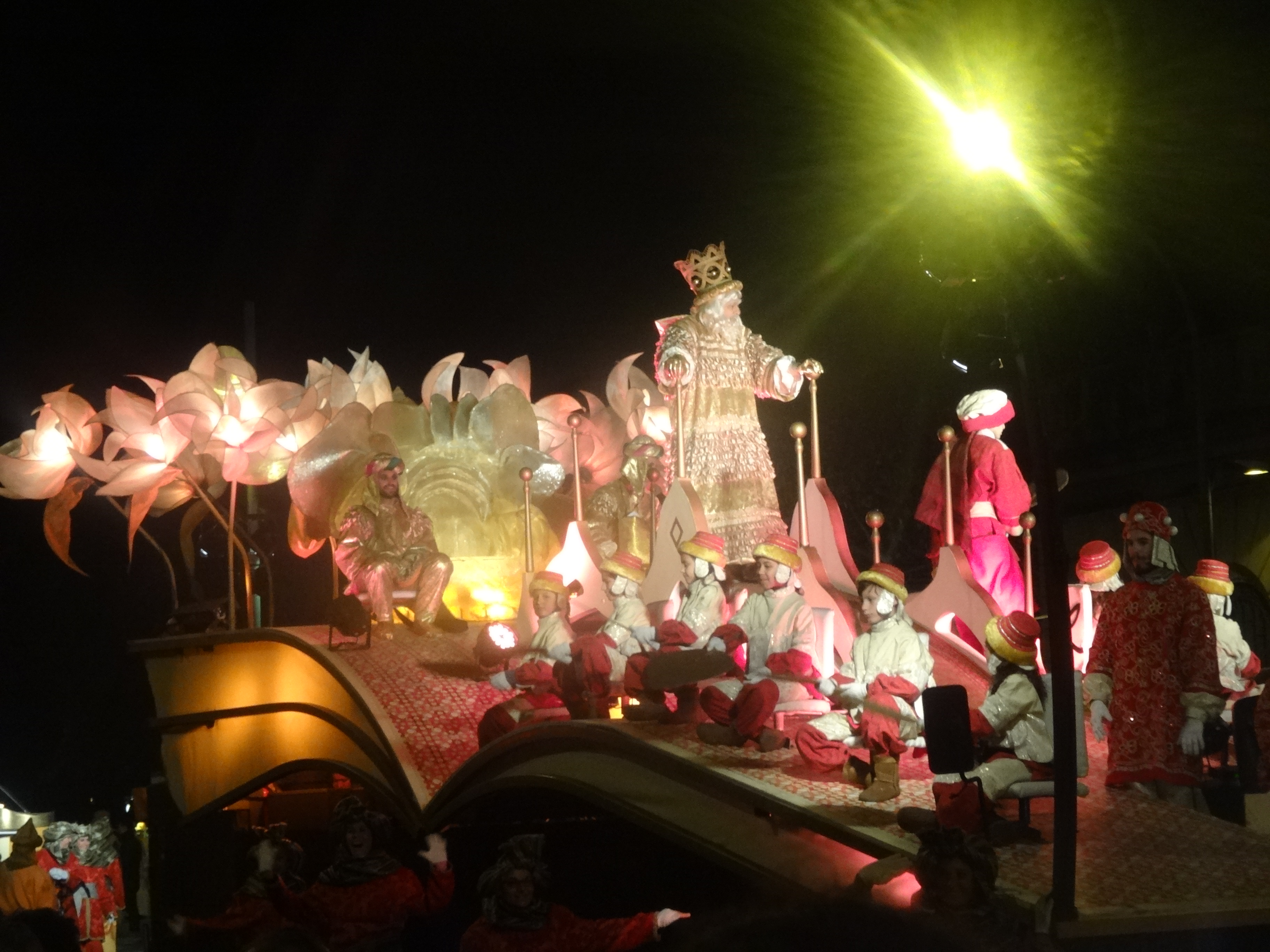
De tre vise männens parad, trettondagsafton 2016 i Barcelona.

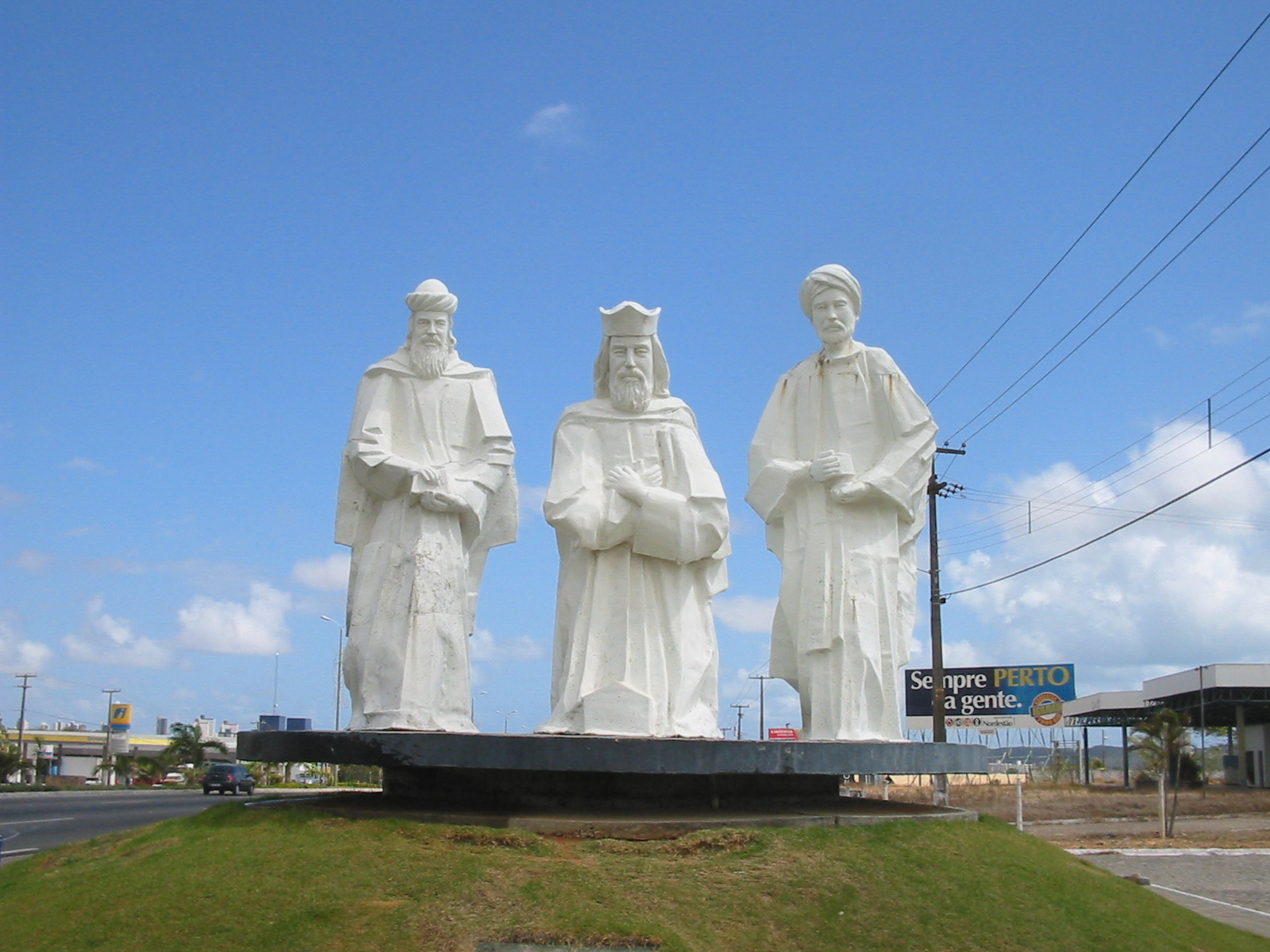
Skulpturgrupp med de tre vise männen i Natal i Brasilien.

I bland annat spanska jultraditioner har de tre vise männen samma roll som jultomten (och trettonhelgen som julafton/juldagen) längre norrut i Europa. På katalanska kallas de tre gestalterna Reis Mags eller Reis d'Orient, (Mager-kungarna eller Kungarna från Östern) med Melcior (med långt skägg och europeiskt ursprung; överräcker guld till Jesusbarnet), Gaspar (yngre, utan skägg, och från Asien; överräcker rökelse till Jesusbarnet) och Baltasar (mörkhyad och från Afrika, klädd i arabiska kläder; överräcker myrra till Jesusbarnet). Först i slutet av 1300-talet infördes dock traditionen att låta Baltasar vara afrikanen av de tre. Jultraditionerna kring de tre vise männen är också väl spridda i Latinamerika. Kortformen Reyes (spanska) respektive Reis (portugisiska och katalanska) har i iberiska områden veckorna runt nyår ofta endast en betydelse, och i den årliga trettondagsparaden (spanska: Cabalgata de Reyes Magos; katalanska: Cavalcada de Reis) på trettondagsafton står de tre vise männen i centrum.

## Samband med Herodes
Enligt Bibelns skildring kom de vise männen först till Jerusalem och kontaktade kung Herodes för att höra sig för var den nye kungen hade blivit född. De skriftlärda informerade då om att Betlehem var den plats som hade omnämnts i profetiorna. När Herodes fick höra det bad han de vise männen att bege sig dit och sedan komma tillbaka för att informera honom så att han också kunde bege sig dit och visa sin vördnad. I själva verket var hans plan att döda den nyfödde på grund av sin fruktan för att bli ersatt som kung. 
De vise männen blev i en dröm varnade för vad Herodes planerade. När de inte kom tillbaka till Jerusalem befallde Herodes att alla gossebarn upp till två års ålder skulle dödas (Matteus 2:16-18). Jesus undkom då familjen vid det laget hade flytt till Egypten.

## Tidpunkten för besöket
De vise männens, eller stjärntydarnas besök hos Jesus firas i större delen av kristenheten på trettondedagen, från juldagen räknat, men någon tidpunkt kan inte härledas från berättelsen i Matteusevangeliets andra kapitel, där det bara står att de kom "när Jesus hade fötts i Betlehem i Judeen på kung Herodes tid". Enligt denna berättelse lät sedan Herodes döda alla gossebarn i Betlehem upp till två års ålder, men att Josef varnades och flydde med Maria och barnet till Egypten. Berättelsen i Lukasevangeliets andra kapitel (Julevangeliet) skiljer sig på åtskilliga punkter från Matteus. Där nämns inga vise män, ingen stjärna, inga barnamord och ingen flykt, utan istället besöks den nyfödde av herdarna och vidare berättas att barnet omskars på åttonde dagen och att han därefter frambars i templet i Jerusalem "när tiden var inne för deras rening enligt Moses lag", det vill säga när pojken var 40 dagar gammal. Dessa båda händelser firas på Nyårsdagen respektive Kyndelsmässodagen. Berättelserna låter sig svårligen sammanfogas till något gemensamt helt, men kyrkoårets dagar hämtar likväl sina olika firningsämnen från båda evangelierna.

## Övrigt

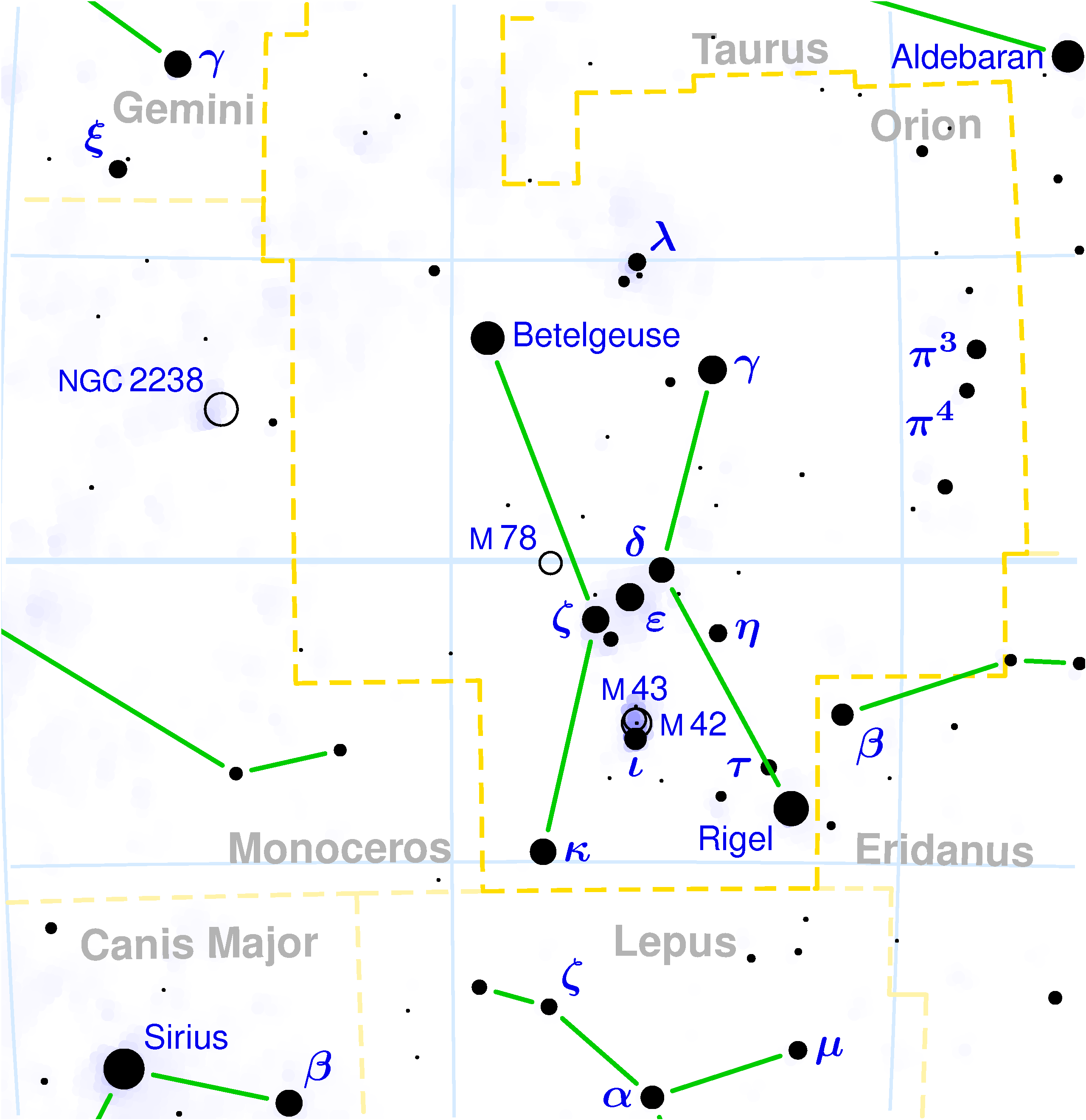
De tre stjärnorna i Orions bälte kallas "De tre vise männen."

De tre vise männen kallas ibland de tre stjärnor som även kallas Orions bälte i stjärnbilden Orion.
Konstantin den stores mor sankta Helena lät bygga födelsekyrkan i Betlehem på 300-talet. Det var hon som tog fram det som skulle vara relikerna efter de tre vise männen. Ovanför porten till kyrkan avbildade hon de tre vise männen med typiska persiska kläder. Enligt en tradition skonade därför den persiska armén kyrkan när de på 600-talet förstörde andra kristna kyrkor under militära kampanjer i östra medelhavsområdet.

## Källhänvisningar
1. ↑  Svenska dagbladet 6 januari 2012, De tre vise männen av Dick Harrison
2. ↑  ”Kyrkoåret och kyrkans högtider”. Svenska kyrkan. https://www.svenskakyrkan.se/default.aspx?id=648647. Läst 9 april 2016.
3. ↑  Thorleif Strindberg. ”Vad hette de tre vise männen?”. Bibelfrågan. http://www.alltombibeln.se/bibelfragan/visman.htm. Läst 26 november 2010.
4. ↑  Douglas D. Anderson. ”Concerning the Names of the Magi”. The hymns and carols of Christmas. Arkiverad från originalet den 20 april 2009. https://web.archive.org/web/20090420114004/http://www.hymnsandcarolsofchristmas.com/Text/concerning_the_magi_and_their_na.htm. Läst 26 november 2010.
5. ↑  ”Qui són els Reis Mags?” (på katalanska). reisdorient.cat. http://www.reisdorient.cat/qui_son_els_reis_mags/. Läst 2 maj 2019.
6. ↑  Llobet, Àlvar (5 januari 2016). ”La història dels Reis d'Orient: ni eren tres, ni tampoc reis | NacióBerguedà” (på katalanska). naciodigital.cat. https://www.naciodigital.cat/bergueda/noticia/4402/historia/dels/reis/orient/ni/eren/tres/ni/tampoc/reis. Läst 2 maj 2019.
7. ↑  Lukasevangeliet 2:22 (citatet från Bibel 2000), 3 Moseboken 12:2–6
8. ↑  Översatt av Gunilla Gren från Christkindl's Weinachtsseiten. ”De tre vise männen”. http://www.katoliknu.se/html/liturgi_viseman.htm. Läst 26 november 2010.